# Dia após dia Lutando
Dia Após Dia Lutando é o terceiro álbum da banda Ponto de Equilíbrio, lançado em 2010.

## Faixas
Todas as faixas por Ponto de Equilíbrio.
1. Odisseia na Babilônia - 4:35  -  André Sampaio
2. Novo Dia (feat The Congos) - 6:13  -  Lucas Kastrup
3. Hipócritas - 4:08
4. Vila Isabel (Zona Norte) - 4:28
5. Música de Jah - 6:15
6. Malandragem às avessas (A Resposta do Poeta) (feat Marcelo D2) - 5:03
7. Stay Alive (feat Don Carlos) - 4:21
8. O Que Eu Vejo - 6:16
9. Santa Kaya - 5:51
10. Reggae de Terreiro (feat Jorge du Peixe) - 5:07
11. Calor - 4:21
12. África 2 - 7:00